# Invitrogen
Invitrogen est une société spécialisée en produit pour la biologie moléculaire. La société est basée à Carlsbad (Californie). En novembre 2008, Invitrogen et Applied Biosystems fusionnent au sein d'une nouvelle entreprise, Life Technologies. Cette dernière a été rachetée par Thermo Fisher Scientific en 2013.

## Histoire
Lyle Turner et Joe Fernandez fondent Invitrogen en 1987, transformé en compagnie en 1989. Les premiers succès commerciaux sont les kits de biologie moléculaire « The Librarian » et « FastTrack Kit », respectivement destiné à la création de banque d'ADN complémentaire et à l'isolation d'ARN messager.

## Fusion et acquisitions
La compagnie Invitrogen s'est nettement développée lors de la fusion avec Life Technologies/GIBCO en 2000. Par la suite elle diversifie sa gamme par le rachat de différentes sociétés telles que Molecular Probes (fluorochromes, Informax (bio-informatique), BioSource ou encore Zymed (Anticorps).